# Robbie Winters
Robbie Winters (East Kilbride, 4 novembre 1974) è un ex calciatore scozzese, di ruolo attaccante.

## Carriera

### Club
Ha trascorso sette stagioni nella squadra norvegese del SK Brann - vincendo un titolo nazionale nel 2007 - con cui ha totalizzato 176 presenze e 70 reti.
Nel gennaio 2009 si è unito al Clyde ma si è svincolato a giugno dopo che il suo contratto non è stato rinnovato dal club alle prese con problemi finanziari.
A fine agosto 2009 ha firmato per il Livingston, club di Scottish Third Division.

### Nazionale
Winters ha disputato una partita per la Scozia. Il 28 aprile 1999, infatti, ha sostituito Ian Durrant nella vittoria per 0-1 sulla Germania, in un'amichevole disputata a Brema.

## Statistiche

### Presenze e reti nei club
| Stagione       | Club         | Campionato   | Campionato | Campionato | Coppe nazionali | Coppe nazionali | Coppe nazionali | Coppe continentali | Coppe continentali | Coppe continentali | Supercoppe | Supercoppe | Supercoppe | Totale | Totale |
| Stagione       | Club         | Comp         | Pres       | Reti       | Comp            | Pres            | Reti            | Comp               | Pres               | Reti               | Comp       | Pres       | Reti       | Pres   | Reti   |
| -------------- | ------------ | ------------ | ---------- | ---------- | --------------- | --------------- | --------------- | ------------------ | ------------------ | ------------------ | ---------- | ---------- | ---------- | ------ | ------ |
| ago.-dic. 2002 | Brann        | ES           | 8+1        | 1+0        | CN              | -               | -               | -                  | -                  | -                  | -          | -          | -          | 9      | 1      |
| 2003           | Brann        | ES           | 16         | 7          | CN              | 1               | 0               | -                  | -                  | -                  | -          | -          | -          | 17     | 7      |
| 2004           | Brann        | ES           | 23         | 13         | CN              | 6               | 12              | -                  | -                  | -                  | -          | -          | -          | 29     | 25     |
| 2005           | Brann        | ES           | 26         | 8          | CN              | 4               | 0               | CU                 | 4                  | 1                  | -          | -          | -          | 34     | 9      |
| 2006           | Brann        | ES           | 25         | 7          | CN              | 3               | 1               | CU                 | 2                  | 0                  | -          | -          | -          | 30     | 8      |
| 2007           | Brann        | ES           | 19         | 5          | CN              | 4               | 3               | CU                 | 6                  | 7                  | -          | -          | -          | 29     | 15     |
| 2008           | Brann        | ES           | 18         | 1          | CN              | 4               | 3               | UCL                | 3                  | 0                  | -          | -          | -          | 25     | 4      |
| Totale Brann   | Totale Brann | Totale Brann | 135+1      | 42+0       |                 | 22              | 19              |                    | 15                 | 8                  |            | -          | -          | 173    | 69     |
| Totale         | Totale       | Totale       | ?          | ?          |                 | ?               | ?               |                    | ?                  | ?                  |            | -          | -          | ?      | ?      |

### Cronologia presenze e reti in nazionale
| Cronologia completa delle presenze e delle reti in nazionale ― Scozia | Cronologia completa delle presenze e delle reti in nazionale ― Scozia | Cronologia completa delle presenze e delle reti in nazionale ― Scozia | Cronologia completa delle presenze e delle reti in nazionale ― Scozia | Cronologia completa delle presenze e delle reti in nazionale ― Scozia | Cronologia completa delle presenze e delle reti in nazionale ― Scozia | Cronologia completa delle presenze e delle reti in nazionale ― Scozia | Cronologia completa delle presenze e delle reti in nazionale ― Scozia |
| Data                                                                  | Città                                                                 | In casa                                                               | Risultato                                                             | Ospiti                                                                | Competizione                                                          | Reti                                                                  | Note                                                                  |
| --------------------------------------------------------------------- | --------------------------------------------------------------------- | --------------------------------------------------------------------- | --------------------------------------------------------------------- | --------------------------------------------------------------------- | --------------------------------------------------------------------- | --------------------------------------------------------------------- | --------------------------------------------------------------------- |
| 28/04/1999                                                            | Brema                                                                 | Germania                                                              | 0 – 1                                                                 | Scozia                                                                | Amichevole                                                            | -                                                                     |                                                                       |
| Totale                                                                |                                                                       | Presenze                                                              | 1                                                                     |                                                                       | Reti                                                                  | 0                                                                     |                                                                       |

## Palmarès

### Club
- Campionato norvegese: 1

Brann: 2007
- Coppa di Norvegia: 1

Brann: 2004

### Individuale
- Miglior giovane dell'anno della SPFA: 1

1997